# Beryl Bartlett
Beryl Bartlett (* 28. Mai 1924; † 17. November 2017) war eine südafrikanische Tennisspielerin.

## Karriere
Beryl Bartlett war in den 1940er und 1950er Jahren aktiv. Ihre erfolgreichsten Jahre waren die Jahre 1951 und 1952, in denen sie auch in Wimbledon und bei den French Open antrat. Im Jahr 1951 gewann sie die Turniere in Harrogate, Nottingham und das Wimbledon Plate, ein Turnier für Erst- und Zweitrundenausgeschiedene in Wimbledon, nachdem sie in der zweiten Runde von Wimbledon gegen Arvilla McGuire ausgeschieden war. 1952 gewann sie Turniere in Oslo und Edinburgh; in Wimbledon schied sie gegen Helen Fletcher aus.
In den Jahren 1955 und 1956 gewann sie drei Turniere von East London. Zudem erreichte sie 1956 zwei Finals in Johannesburg.

## Finalteilnahmen bei Grand-Slam-Turnieren

### Doppel
| Nr. | Datum        | Turnier     | Belag | Partnerin        | Finalgegnerinnen       | Ergebnis  |
| --- | ------------ | ----------- | ----- | ---------------- | ---------------------- | --------- |
| 1.  | 3. Juni 1951 | French Open | Sand  | Barbara Scofield | Doris Hart Shirley Fry | 8:10, 3:6 |